# Сонячний окунь синьозябровий
Сонячний окунь синьозябровий (Lepomis macrochirus) — риба родини Центрархових, ряду окунеподібних. Прісноводна субтропічна риба, до 41 см довжиною.

## Ареал
Поширена в Північній Америці в басейнах річок Сен-Лоран, Міссісіпі, також в басейні Великих Озер; від Квебеку до північної Мексики. Широко відома як вселенець (в країнах Африки і Південної Америки).